# Mykonos (città)
Mykonos (in greco Μύκονος?) o Mìcono è un comune della Grecia nella periferia dell'Egeo Meridionale di 9.320 abitanti al censimento 2001.
Il territorio comunale comprende l'isola omonima, più le isole Delo e Rinia, oltre a numerosi isolotti disabitati.